# Perseverance Mountain
Perseverance Mountain är ett berg i Kanada.   Det ligger på gränsen mellan British Columbia och Alberta, i den västra delen av landet, 3 300 km väster om huvudstaden Ottawa. Toppen på Perseverance Mountain är 2 434 meter över havet, eller 479 meter över den omgivande terrängen. Bredden vid basen är 12,1 km.
Terrängen runt Perseverance Mountain är bergig söderut, men norrut är den kuperad. Trakten runt Perseverance Mountain är nära nog obefolkad, med mindre än två invånare per kvadratkilometer.. Det finns inga samhällen i närheten. 
Trakten runt Perseverance Mountain består i huvudsak av gräsmarker.